# Лестерське абатство
52°38′55″ пн. ш. 1°08′13″ зх. д. / 52.648611° пн. ш. 1.136944° зх. д.
Лестерське абатство Святої Марії (англ. Leicester of Saint Mary de Pratis) — середньовічний монастир на території графства Лестершир, в даний час — руїни. Знаходиться приблизно в двох кілометрах північніше Лестера серед лугів на західному березі річки Соар. Абатство є частиною Аббі-парку.

## Історія
Монастир був створений в 1143 році Робертом де Бомон як громада августинців. Абатство проіснувало до кінця 1520-х, після чого остаточно закрито в 1538 році Генріхом VIII в період гонінь на монастирі.
Надалі земля змінила кількох власників. А 29 травня 1882 року було відкрито вікторіанський Аббі-парк. З 1931 року територія абатства і його руїни визнані пам'яткою. Серед руїн монастиря знаходяться і залишки будинку Кавендіша, одного з власників землі.